# Life saving reel

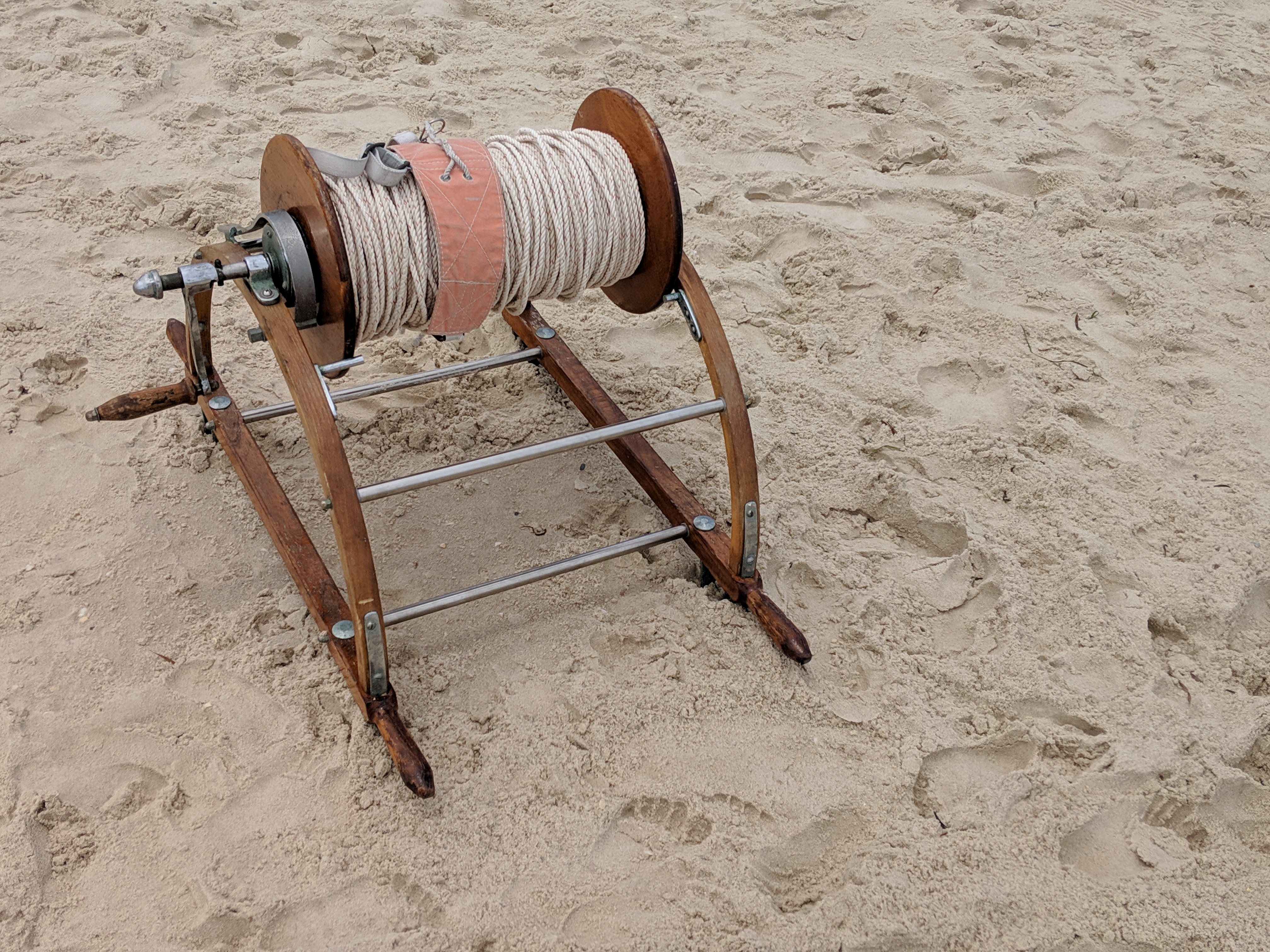
Kołowrót ratowniczy na plaży.

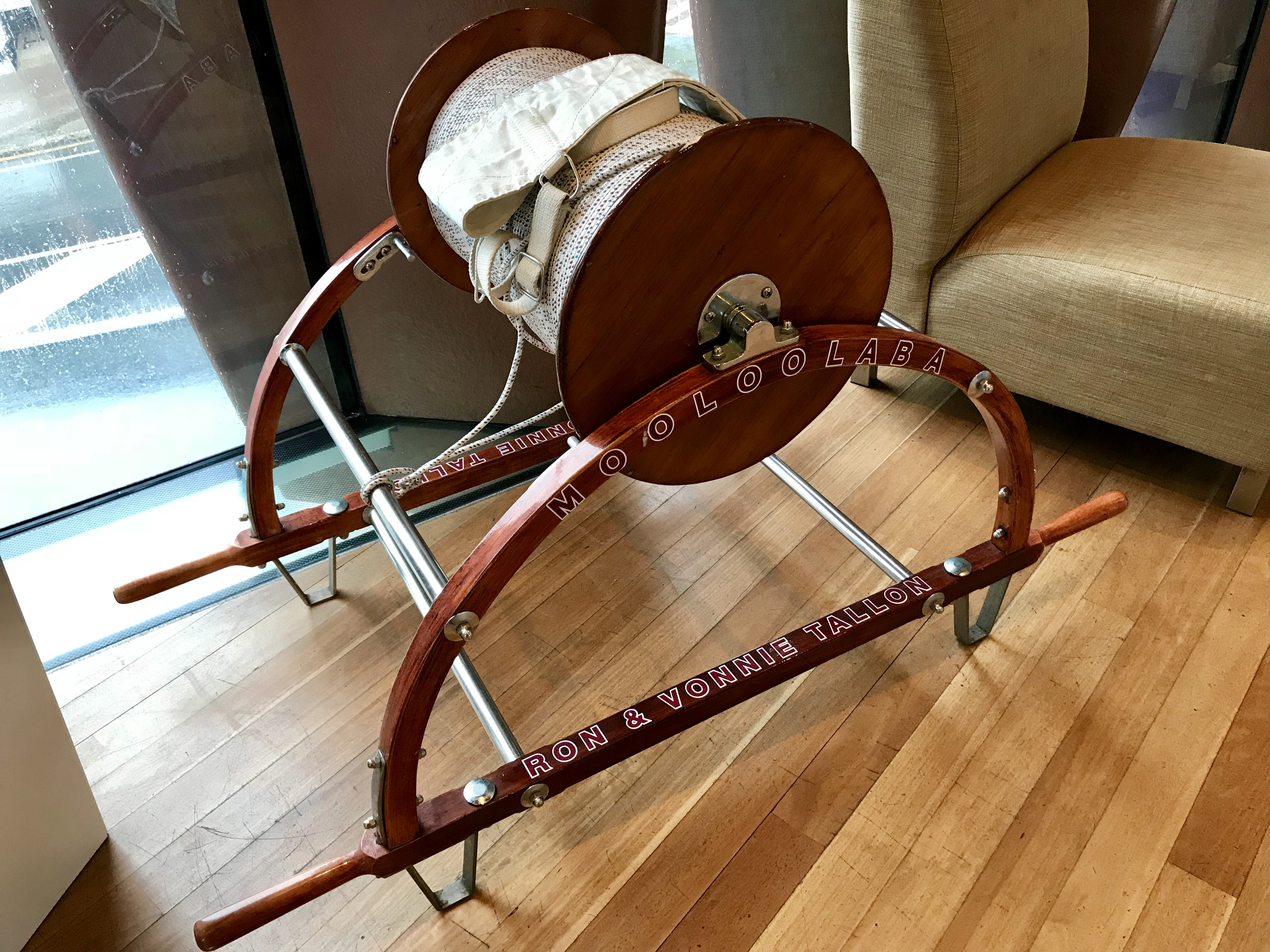
Kołowrót ratowniczy.

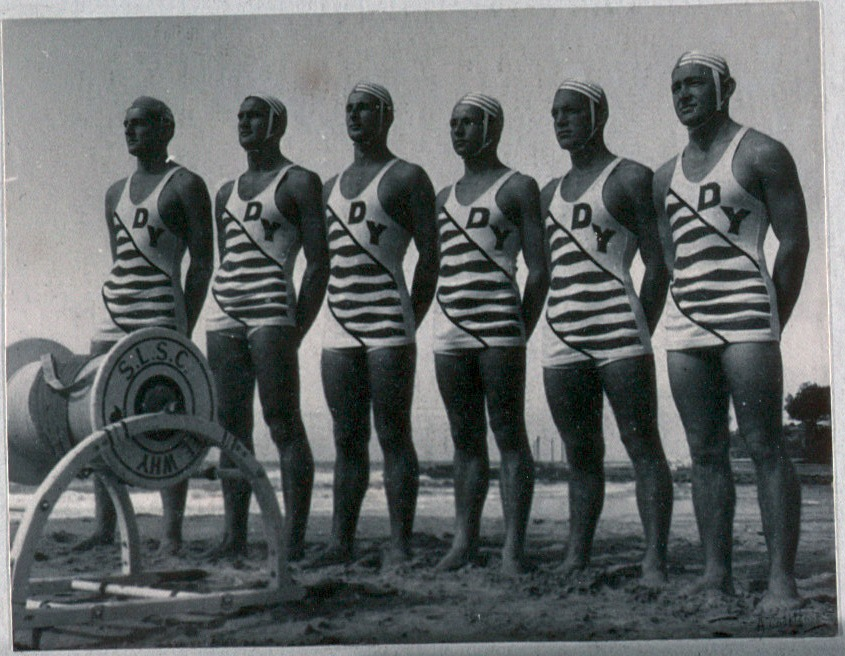
Drużyna ratowników morskich z 1951, na pierwszym planie widoczny jest kołowrót ratowniczy.

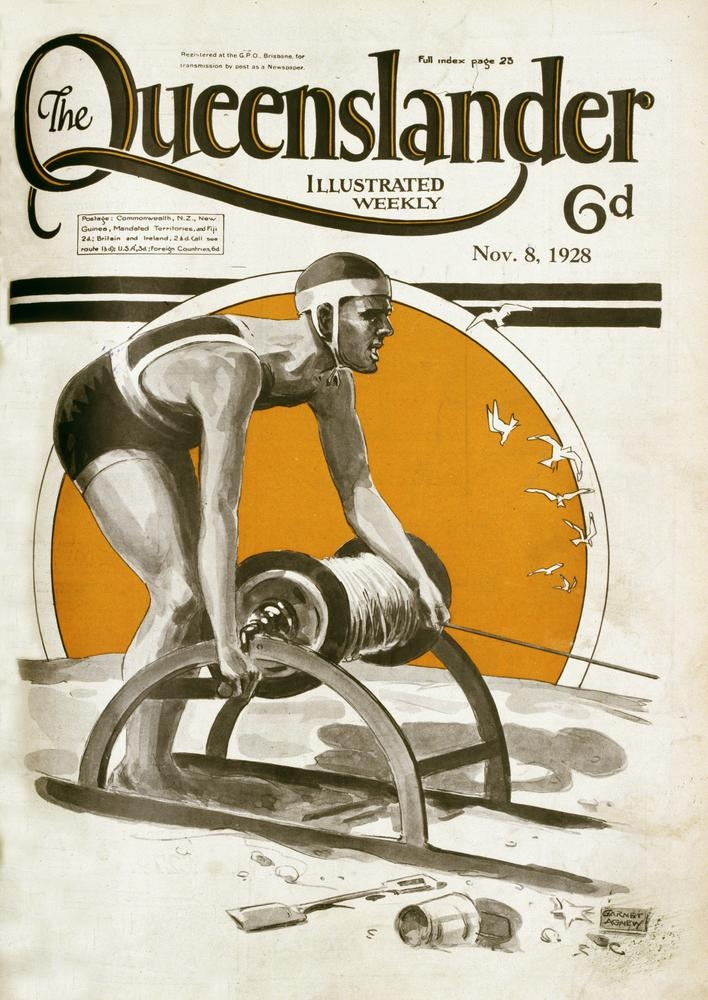
Okładka miesięcznika „The Queenslander” z października 1928 przedstawiająca ratownika z kołowrotem.

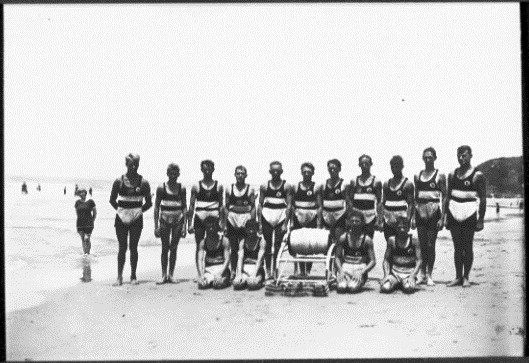
Drużyna ratowników (ok. 1900) z kołowrotem.

Life saving reel – urządzenie ratowników morskich zaprojektowane i używane w Australii, odmiana kołowrota ratowniczego.  Używane było od 1906 do około 1993, kiedy zostało zastąpione przez nowocześniejsze metody i urządzenia ratownicze.  Współcześnie używane jest jedynie na zawodach ratowników morskich.

## Konstrukcja
Kołowrót ratowniczy zbudowany jest z dużego bębna z nawiniętą liną i zamontowanego poziomo na przenośnym stelażu  Na końcu liny znajdowała się uprząż zakładana przez płynącego ratownika. Do bębna przyczepiono korbę do zwijania liny, w następnej wersji urządzenia dodano także hamulec blokujący rozwijanie liny. Niewiele zmienione modele używane były do 1994.

## Historia
Źródła różnią się co do historii jego powstania. Według niektórych pierwszy kołowrót ratowniczy został zaprojektowany przez Lystera Ormsby'ego i Johna Bonda w 1906. Wykonali model ze szpulki na nici i dwóch spinaczy, na podstawie którego miejscowy stolarz G. H. Olding (producent wozów) zbudował pełnowymiarowy kołowrót, bęben był wykonany z drewna cedrowego i osadzony na drewnianym stelażu. Według innej model został zaprojektowany przez samego Ormsby'ego, a pierwszy pełnowymiarowy kołowrót został zbudowany przez Bonda, który twierdził, że jest jego wynalazcą. Według jeszcze innej wersji, kołowrót został zbudowany przez samego Oldinga, który twierdził, że zrobił to sam.
Źródła z epoki również przedstawiają historię powstania kołowrotu w różny, ale zbliżony do siebie sposób. Według artykułów gazetowych kołowrót został zaprojektowany w 1906 po tym jak jego model został przedstawiony w Bondi Surf Bathers' Club, a pierwszy egzemplarz wykonał G. H. Olding.
Początkowo używano zamiennie nazw alarm reel i współczesnej life saving reel.
Kołowrót został publicznie pokazany po raz pierwszy 23 grudnia 1906.
W akcji ratunkowej, jeden z ratowników zakładał uprząż i płynął do tonącej osoby, asekurujące go osoby obserwowały akcję z plaży i po dopłynięciu ratownika do potrzebującej pomocy osoby, pomagały im dopłynąć na plażę zwijając wyciągniętą linę. Przeprowadzana w ten sposób akcja wymagała dobrej koordynacji działań pomiędzy jej uczestnikami. W czasie pierwszej próby nowego urządzenia brak hamulca liny o mało nie spowodował tragedii, luźna, zbyt szybko rozwijająca się lina o mało nie splątała samego ratownika, doświadczenie spowodowało, że do bębna dodano hamulec.
Według popularnej w Australii historii, pierwszą osobę uratowano przy użyciu kołowrota ratowniczego w 1907 – był to wówczas 8-letni Charlie Smith.
Jeden z najbardziej spektakularnych sukcesów kołowrotu miał miejsca na Bondi Beach 5 lutego 1938, kiedy seria dużych fal zmyła do morza około 200 osób (źródła podają pomiędzy 180, a 250 – niektóre nawet 300). W czasie akcji ratowniczej, w której wzięło udział 80 ratowników wyposażonych w osiem kołowrotów uratowano prawie wszystkich pływaków, zginęło jedynie pięć osób. Wydarzenia te znane są w Australii jako Black Sunday (Czarna niedziela).
Szacuje się, że do czasu wycofania kołowrotów z użycia na samej Bondi Beach wykonano około 380 tysięcy akcji ratunkowych korzystając z nich.
Kołowroty używane były także w Nowej Zelandii.
Kołowroty ratunkowe zostały wycofane z użycia około 1994, zastąpiono je nowocześniejszymi metodami ratunkowymi, przede wszystkim korzystaniem z szybkich łodzi.  Współcześnie kołowroty używane są wyłącznie w zawodach (carnivals) klubów ratowniczych (Surf Life Saving Clubs).